# شین کلارک
شین کلارک (انگلیسی: Shane Clarke؛ زادهٔ ۷ نوامبر ۱۹۸۷) بازیکن فوتبال اهل بریتانیا است.
از باشگاه‌هایی که در آن بازی کرده‌است می‌توان به باشگاه فوتبال بوستون یونایتد، باشگاه فوتبال گیتزهد، باشگاه فوتبال لینکولن سیتی، باشگاه فوتبال گینزبورو ترینیتی، باشگاه فوتبال وورکساپ تاون، و باشگاه فوتبال تاموورث اشاره کرد.